# David White (genealogista)
David White (27 ottobre 1961) è un genealogista e ufficiale araldico inglese della reale corte d'Inghilterra.

## Biografia
È figlio di Peter Vines White e di sua moglie, Sheila Chatterton, e venne educato alla Marlborough College ed al Pembroke College di Cambridge.

### Carriera araldica
White iniziò la sua carriera araldica in 1995 con la nomina a Rouge Croix Pursuivant. Nel 2004, White venne promosso all'incarico di Somserset Herald e venne nominato anche Registrar of the College of Arms, e nel 2010 divenne onorario genealogista del ordine reale vittoriano.
Dal 2021 è Re d'Armi della Giarrettiera.